# Тонке Драгт
Тонке Драгт (на нидерландски: Tonke Dragt) е нидерландска илюстраторка и писателка, авторка на произведения в жанровете приключенски роман, фентъзи и детска литература.

## Биография и творчество
Антония „Тонке“ Йохана Драгт е родена на 12 ноември 1930 г. в Батавия (сега Джакарта), Нидерландски Източни Индии (сега Индонезия). Има две сестри. Прекарва по-голямата част от детството си и ранното обучение там. Когато избухва Втората световна война, и на 12 години е задържана в лагер за военнопленници, където остава три години. Докато е в лагера намира ие в произведенията на Жул Верн и започва сама да пише, защото там няма какво да чете.
След края на Втората световна война семейството ѝ се връща в Нидерландия, първоначално през 1949 г. в Дордрехт, а после в Хага. Завършва висшето гражданско училище, но след това следва в Академията за изобразителни изкуства в Хага. След дипломирането си работи като учителка по изобразително изкуство в средно училище в Рийсвейк.
Заедно с работата си започва да пише разкази. Първият ѝ разказ е публикуван през 1956 г., а други са публикувани предимно в списание „Крис Крас“. През 1961 г. е публикуван първият ѝ роман „Verhalen van de tweelingbroers“ (Приказки за братята близнаци), който е оценен от критиката.
Става известна с приключенския си роман „Писмото за краля“ от поредицата „Драгонавт“ издаден през 1962 г. Шестнадесетгодишният Тюри от Кралството на Дахонаут изоставя обреда си за рицар, за да предаде изключително важно тайно писмо до крал Юнаувен, което може да спаси цялото кралство. Но пътят през гъсти гори, буйни реки и планини е изпълнен с жестоки врагове, но и истински приятели. Това е неговият път на израстване и постигане на истинска рицарска слава. Романът печели най-престижната награда за детско-юношеска литература на Нидерландия, „Златният калем“. През 2004 г. той е избран за най-добрата детско-юношеска книга за последните петдесет години. Преведен е на над 20 езика по света. През 2013 г. преводите му на английски език са обявени от „Таймс“ и „Метро“ за Книга на годината. През 2008 г. е екранизиран в едноименния филм, а през 2020 г. по него е направен телевизионен сериал.
Произведенията ѝ са разнообразни, съдържат както множество фантастични и приказни истории, вълнуващи приключения, загадъчни романи за бъдещето, в които изследва границите на пространството и времето, и смели литературни експерименти.
Освен че пише и илюстрира собствените си книги, тя прави илюстрации за други книги – произведения на Пол Бийгъл, Едит Несбит, Розмари Сътклиф и Алън Гарнър.
През 1976 г. писателката е удостоена с висшата Национална награда на Нидерландия за цялостното си творчество на детска и юношеска литература
Тонке Драгт живее в Хага.

## Произведения

### Самостоятелни романи
- Verhalen van de tweelingbroers (1961)
- De Zevensprong (1966)
- De Torens van Februari (1973)
- Het geheim van de klokkenmaker, of De tijd zal het leren (1989)
- De robot van de rommelmarkt & Route Z (2001)
- Het dansende licht (2005)
- De blauwe maansteen (2005)
- Dichtbij ver van hier (2009)
- Als de sterren zingen (2017)

### Серия „Драгонавт“ (Dragonaut)
1. De brief voor de Koning (1962)
Писмо до краля, изд. „Емас“ (2014), прев. Василка Ванчева
2. Geheimen van het Wilde Woud (1965)

### Серия „Златарят и майсторът крадец“ (Torenhoog en Mijlen Breed)
1. Torenhoog en Mijlen Breed (1969)
2. Ogen van tijgers (1982)

### Екранизации
- 1982 De zevensprong – тв сериал, 13 епизода
- 2008 Писмо до краля, De brief voor de koning
- 2020 The Letter for the King – тв сериал, 6 епизода